# Phil Ramone
Phil Ramone (n. Philip Rabinowitz, Sudáfrica, 5 de enero de 1934-Nueva York, 30 de marzo de 2013) fue un compositor, ingeniero de grabación y productor musical sudafricanoestadounidense.

## Biografía
Phil Ramone nació en Sudáfrica pero se crio en Brooklyn (Nueva York). Fue un niño prodigio que comenzó a tocar el violín a los 3 años de edad. A finales de los años cuarenta tomaba clases como violinista clásico en la Juilliard School.
En 1961 fundó un estudio de grabación llamado A&R. Allí ganó rápidamente reputación como ingeniero de sonido y como productor. Siendo todavía muy joven supervisó el sonido de la célebre actuación de Marilyn Monroe cantando "Happy Birthday Mr. President" al presidente John F. Kennedy en el Madison Square Garden.
A lo largo de su carrera produjo para figuras como Burt Bacharach, Laura Branigan, Karen Carpenter, Ray Charles, Chicago, Natalie Cole, Bob Dylan, Olivia Newton-John, Carole King, Gloria Estefan, Aretha Franklin, Billie Hughes, Billy Joel, Elton John, Fito Páez, Quincy Jones, B. B. King, Lazarus, Julian Lennon, Madonna, Paul McCartney, George Michael, Sinéad O'Connor, Luciano Pavarotti, André Previn, Paul Simon, Frank Sinatra, Peter, Paul and Mary, Rod Stewart, James Taylor, Liza Minnelli, Barry Manilow,  Clay Aiken y Laura Pausini.
Especialmente comentados fueron los álbumes de duetos de Frank Sinatra (Duets y Duets II) que Phil Ramone produjo en 1992 y 1994 junto con Hank Cattaneo. Gracias a ellos, el veterano Sinatra recuperó la categoría de superventas e irrumpió en las listas del Billboard. Ya a partir de 2006, Ramone repetiría la misma fórmula con Tony Bennett en dos discos de duetos por los que ganó dos Premios Grammy.
Entre las innovaciones técnicas que introdujo a través de su estudio de grabación están las grabadoras de cuatro pistas, el sonido Surround en grabación óptica para el cine. Su estudio fue el primero que produjo música comercial en CD con el álbum 52nd Street de Billy Joel.
Ramone fue hospitalizado a finales de febrero de 2013 con un aneurisma aórtico. El 30 de marzo, Ramone falleció en el Hospital presbiteriano de Nueva York a la edad de 79 años a causa de un aneurisma cerebral.

## Premios
Phil Ramone obtuvo 33 nominaciones al Grammy, ganando 14:
- 1965 - (Mejor Ingeniería en álbum no clásico por Getz/Gilberto)
- 1970 - (Mejor álbum de un musical por Promises, Promises)
- 1976 - (Álbum del año por Still Crazy After All These Years)
- 1979 - (Grabación del año por Just the Way You Are)
- 1980 - (Álbum del año por 52nd Street)
- 1981 - (Productor del año)
- 1984 - (Mejor Banda sonora para cine o televisión por Flashdance)
- 1995 - (Mejor álbum de un musical por Passion)
- 2003 - (Mejor álbum Pop Vocal por Playin' With My Friends: Bennett Sings The Blues)
- 2005 – (Álbum del año y Mejor álbum con sonido envolvente por Genius Loves Company)
- 2006 – (Mejor álbum de pop vocal tradicional por The Art of Romance)
- 2007 – (Mejor álbum de pop vocal tradicional por Duets: An American Classic)
- 2012 – (Mejor álbum de pop vocal tradicional por  Duets II)

También ganó un Emmy de 1973 como mezclador de sonido por "Duke Ellington...We Love You Madly", un tributo a Duke Ellington emitido por la CBS.